# Celada de la Torre
Celada de la Torre es la denominación de un antiguo municipio de España. Este corresponde tanto a una localidad como a una Entidad Local Menor, en Castilla la Vieja, hoy comunidad autónoma de Castilla y León, provincia de Burgos (España). Está situada en la comarca de Alfoz de Burgos y en la actualidad depende del Ayuntamiento de Valle de las Navas.

## Situación
En el valle formado por el arroyo Rinconejos, afluente del río Rioseras, cerca de Sotopalacios. Acceso desde la N-623 por Vivar del Cid, dista 3 km de la capital del municipio, Rioseras. Pueblo situado en un vallejo de espacio amplio, constituyendo una meseta, expuesto a los vientos del N. y SO. ya en la divisoria con el Alfoz de Ubierna, pero siempre propio del Alfoz de Burgos. La amplia paramera, abierta hacia el norte, es de perfil plano y en su espaciosa llanura se localiza la pista provincial de Aeromodelismo. Desde el borde de la plataforma superior del páramo, se obtiene un extenso control visual, dominando, sobre todo hacia el norte y el oeste el valle de Rioseras y el del río Ubierna. El marco físico tiene además de formas llanas, medianas ondulaciones al S y SE.

## Topónimo
Su nombre parece que significa lugar cerrado o encubierto, oculto, retirado. Su apellido le viene de "torre". El sugerente topónimo, dada la constancia documental de la existencia de una "torre" en este lugar, muestra que el origen de este pueblo está ligado a una de las muchas fortificaciones que se establecieron en la línea fronteriza del Arlanzón, en el primitivo territorio cristiano de la Reconquista. A veces bastaba para la defensa de unas tierras la construcción de una torre fortificada. Un estudioso del tema (Fray Justo Pérez de Urbel: Historia del Condado de Castilla...o.c. pág. 243), citando a Celada de la Torre, sitúa la torre fortaleza en tercera línea de defensa a partir del año 880.

## Demografía
Evolución de la población
| Gráfica de evolución demográfica de Celada de la Torre entre 2000 y 2017 |
|                                                                          |
| Población de derecho (2000-2017) según el padrón municipal del INE       |

## Fiestas
- Fiestas patronales de Santa Cristina: 24 de julio.

## Monumentos
- Iglesia de Santa Cristina: iglesia barroca fechada en 1.786, de una nave con crucero y planta de cruz latina. La construcción es de sillería y mampostería, con cubierta realizada con teja cerámica curva. Antiguamente la iglesia del pueblo se situaba en un pago alto que se denomina actualmente de la iglesia vieja. Hace más de 200 años fue desmontada construyéndose con sus materiales la actual. La iglesia conserva adosada a su cabecera el camposanto, en cuya puerta se puede leer la leyenda labrada en su dintel: "como tú te ves, yo me ví; como me ves, te verás".

## Personas destacadas
- Bruno Ibeas (1879-1957), religioso de la Orden de San Agustín, escritor y ensayista español.

## Historia
Lugar que formaba parte, del Alfoz y Jurisdicción de Burgos en el partido de Burgos , uno de los catorce que formaban la Intendencia de Burgos durante el periodo comprendido entre 1785 y 1833, tal como se recoge en el Censo de Floridablanca de 1787 . Tenía jurisdicción de realengo con alcalde pedáneo.
Celada de la Torre fue fundada con mucha probabilidad en el siglo IX, en los tiempos en los cuales el Condado de Castilla se encontraba bajo el gobierno del segundo conde Diego Rodríguez (873-c.885).
La muerte del primer conde de Castilla, Rodrigo, ocurrió el 4-X-873. En la crónica Albedense se nos dice que en tiempos de Alfonso III era conde de Castilla Diego, hijo de Rodrigo. Va a ser el primer caso en el que el título de conde va a ser hereditario en el reino de Asturias y así parece confirmarlo cuando en una carta del Cartulario de San Millán de la Cogolla firma como "Diego, conde de Castilla por la gracia de Dios". Quizás se deba a la deuda que Alfonso III había contraído con su padre cuando este le ayudó a recuperar el trono asturiano. 
Sin embargo, aunque todo parezca indicar que Diego Rodríguez comenzó su gobierno a la muerte de su padre en el 873, existen varios documentos con fechas de 863, 864, 869 y 871 en los que el nombre del conde de Castilla es Diego y no su padre. Según Fray Justo Pérez de Urbel, las cuatro son auténticas pero habría que admitir que están antedatadas. En el caso de las dos primeras, relacionadas con la iglesia de San Felices de Oca, parece seguro pues se refieren a Alfonso como rey de Asturias y este no comenzó a reinar hasta el 866. También se refiere a Oca la del 869 pero parece poco probable que mientras los cordobeses mantienen la próxima fortaleza de Ibrillos se realicen fundaciones en esta zona. De todas formas, la mayor parte de la escasa documentación que se refiere a Diego llevan fechas que parecen imprecisas.

### Contexto histórico
Alfonso III va a realizar una tremenda labor expansiva de su reino, avanzando hacia al sur en todos los frentes y ayudando a cuantos rebeldes andalusíes se opongan al dominio cordobés. Pero también va a tratar de fortalecer su autoridad real, coartando la libertad de acción de sus condes lo cual va a provocar multitud de sublevaciones entre los magnates del reino.
El periodo de gobierno de Diego Rodríguez está marcado por tres acontecimientos:
- Definitivo afianzamiento de la frontera en el valle del Ebro en colaboración con un nuevo magnate, el conde Álava, Vela Jiménez.
- Creación de una nueva línea defensiva más al sur, siguiendo el curso del río Arlanzón.
- Restauración de la antigua sede episcopal de Oca.

Es en este segundo episodio de la historia castellana cuando se funda, según Fray Justo Pérez de Urbel la población de Celada de la Torre como elemento defensivo.

### La línea fronteriza del Arlanzón
La expansión continúa hacia el sur y llega a orillas del río Arlanzón. Los Anales Castellanos nos dan la fecha del 882 para la repoblación de Ubierna y Burgos por parte del conde Diego Rodríguez. Y ese mismo año debió acontecer la repoblación de Castrogeriz, el antiguo Castrum Sigerici visigodo. Sin embargo el mismo 882 los cordobeses asolaron esta nueva zona de fortalezas y al menos obligó a Nuño Núñez, encargado de la defensa de Castrogeriz, a abandonar la fortaleza. Pero es seguro que en el 884 estas plazas ya estaban lo suficientemente organizadas. 
Parece probable que Diego Rodríguez fuera también el fundador de una nueva villa cercana a Castrogeriz, Villadiego, que aparece en los documentos desde comienzos del siglo X.
Por lo tanto la nueva frontera va a tener fortalezas de renombre como Castrojeriz, Ubierna y Burgos, pero seguro que otras muchas se levantaron en esta época. Fray Justo Pérez de Urbel cita las siguientes: Castrillo de Río Pisuerga, Castrogeriz, Torres de Villasandino, Castrillo Mota de Judíos, Castrillo de Murcia, Torres de Hornillos, Castrillo de Tardajos, Castrillo de Muñó, Burgos, Celada de la Torre, Castrillo de Arlanzón, Castrillo de la Vega, Castrillo del Val, Castrillo de Verrocue, Torrepadierne, Pampliega y Torre de Doña Imblo.
- Primera mención escrita: Alfonso VI y su esposa, Isabel, donan a la ciudad de Burgos diversas aldeas. Posteriormente por un privilegio de confirmación, hecho por el monarca Alfonso X, vemos que conceden a la Ciudad de Burgos, entre otros lugares conocidos, Celada de la Torre. Una escritura del a ño 1.151 nos da la primera documentación escrita (año 1.151..."meam hereditatem quae vocatur mijaradas...et haec villa est in alfoz de Burgos ex una parte villa quae vocatur furones et ex alias parte Celada et ex alia parte rio de bena".)

Así se describe a Celada de la Torre en el tomo VI del Diccionario geográfico-estadístico-histórico de España y sus posesiones de Ultramar, obra impulsada por Pascual Madoz a mediados del siglo XIX:

Lugar con ayuntamiento de la provincia, partido judicial, diócesis, audiencia territorial y capitanía general de Burgos (2 leguas); Situado en un vallejo expuesto a los vientos del N y SO; su clima es muy frío y las enfermedades más comunes constipados, cólicos y mal de estómago. Tiene 20 casas, la consistorial, una escuela de primeras letras concurrida por 12 niños de ambos sexos sin más dotación que las asignaciones de los mismos que componen la cantidad de 500 reales; una iglesia parroquial dedicada a Santa Cristina, y 2 fuentes dentro de la población y varias en el término, de cuyas frescas y delgadas aguas se surte el vecindario para su consumo doméstico y abrevadero de los ganados. Confina N Rioseras; E Rio Cerezo; S Villayerno Morquillos, y O Soto Palacios. El terreno es arenoso y comprende dos pequeños prados y una alameda de chopos y sauces; lo bañan diferentes arroyuelos formados por los derrames de las fuentes de que se ha hecho mérito; los caminos son de pueblo a pueblo y se hallan en regular estado. Producciones: trigo alaga, mocho y valenciano, cebada, centeno, avena y varias especies de legumbres; ganado vacuno, yeguar y lanar; y caza de liebres y codornices. Industria: la agricultura. Población: 22 vecinos, 71 almas. Capital productivo: 837.300 reales. Imponible: 73.329. Contribución: 2.082 reales 21 maravedíes.
Diccionario geográfico-estadístico-histórico de España y sus posesiones de Ultramar